# One Step Closer
"One Step Closer" je pjesma nu metal sastava Linkin Park objavljena 2001. na njihovu debitantskom albumu Hybrid Theory.

## Pjesma
Izvorni naziv pjesme bio je "Plaster", koji se još uvijek na internetu može pronaći pod tim nazivom. Sastav je izjavio kako su pjesmu "One Step Closer" napisali dok su se borili sa šestom pjesmom s Hybrid Theoryja "Runaway". Pjesma "One Step Closer" najznačajniji uspjeh ostvarila je u Australiji, dok je nešto manji uspjeh ostvarila u Velikoj Britaniji i SAD-u.
Pjesma sadrži energični rapp dio od Mike Shinode u nekoliko dijelova između Benningtonovog pjevanja i vrištanja. Shinodin dio je u studiju dodatno obrađen Benningtonovim vrištanjem.
Na remix-u ove pjesme koja se naziva "1Stp Klosr" na albumu Reanimation, jedan dio pjesme je otpjevao i pjevač grupe Korn Jonathan Davis. Kasnije je pjesma poslužila i za Linkin Parkov i Jay Zijev mash up album Collision Course 2004. u kombinaciji s izvornom pjesmom "Points of Authority" i Jay Zijevom "99 problems".
"One Step Closer" je Linkin Park-ov najveći hit odmah poslije pjesme "In The End".

## Koncertni nastupi
Sastav je gotovo svaki koncert do 2007. završavao s pjesmom "One Step Closer", osim na koncertima Live 8, Summer Sonic i Road to Revolution: Live at Milton Keynes. 
Tijekom 2001, na dodjeli "MTV Video Music Award" pjesmu su izveli zajedno sa sastavom X-Ecutioners, te napravili nešto poput remix amosfere, prije završnog dijela pjesme. Od 2003. do 2007. sve izvedbe uključuju stih koji je pjevao Jonathan Davis na Reanimationu, t.j. Shinoda je ponavljao riječi "Blood is pouring" sve do završnog dijela pjesme kada Bennington vrišti "Shut up when I'm talking to you!". Osim Davisa koji se pojavio tijekom "Projekt Revolution 2004 Toura", pjesmi su se pridružili i Sonny Sandoval iz P.O.D.-a na "Meteora World Touru", Mark Chavez iz Ademe, Wes Scantlin iz Puddle of Mudda, Doug Robb iz Hoobastanka, Jay Z, Eminem i drugi.
Tijekom turneje sastava 2007., "One Step Closer" korištena je za otvaranje koncerata, a dio s Reanimationa je uklonjen. Također, predstavljen je novi prošireni intro s ritam gitarom koju svira Mike Shinoda. U 2008. godini pjesma se više nije izvodila na početku koncerta, nego samo na koncertu Live at Milton Keynes, koncertu koji je poslužio kao podloga za izdavanje novog live albuma Road to Revolution: Live at Milton Keynes, izdanog 24. studenog 2008.

## Spot
Joe Hahn osmislio je koncept za ovaj spot. Izvorna verzija spota navodno je trebala sadržavati live snimke sastava s fanovima (nešto slično kao u spotu "Faint"). Pravi video u režiji Gregory Darka je sniman u Los Angelesu, 63 stopa pod zemljom u jednom napuštenom tunelu LA podzemne željeznice koji je vodio do napuštene bolnice. U tom spotu, bas je svirao Scott Koziol, koji je privremeno zamjenjivao pravog Linkin Park-ovog basista Phoenixa.

## Ljestvice
| Ljestvica                                   | Glavna pozicija |
| ------------------------------------------- | --------------- |
| Billboard Hot 100                           | 75              |
| Billboard Mainstream Rock Tracks            | 4               |
| Billboard Modern Rock Tracks                | 5               |
| Billboard Hot 100 Airplay                   | 68              |
| Billboard Bubbling Under Hot 100 Singles    | 2               |
| UK Singles Chart                            | 24              |
| Australian Singles Chart                    | 4               |
| Media Control Charts\|Germany Singles Chart | 32              |
| Italy Singles Chart                         | 46              |
| Dutch Singles Chart                         | 57              |
| Swedish Singles Chart                       | 46              |
| Swiss Singles Chart                         | 42              |
| Austrian Singles Chart                      | 38              |

## Popis pjesama
Maxi CD Single
- "One Step Closer"
- "My December"
- "High Voltage"
- "One Step Closer (Video)"

10" Vinyl
- "One Step Closer"
- "My December"

## Vanjske poveznice
- One Step Closer official lyrics  Arhivirana inačica izvorne stranice od 1. listopada 2008. (Wayback Machine)
- My December official lyrics  Arhivirana inačica izvorne stranice od 1. listopada 2008. (Wayback Machine)
- High Voltage official lyrics  Arhivirana inačica izvorne stranice od 1. listopada 2008. (Wayback Machine)
- One Step Closer official music video  Arhivirana inačica izvorne stranice od 4. ožujka 2021. (Wayback Machine) (FLVFile)